# Feldsee

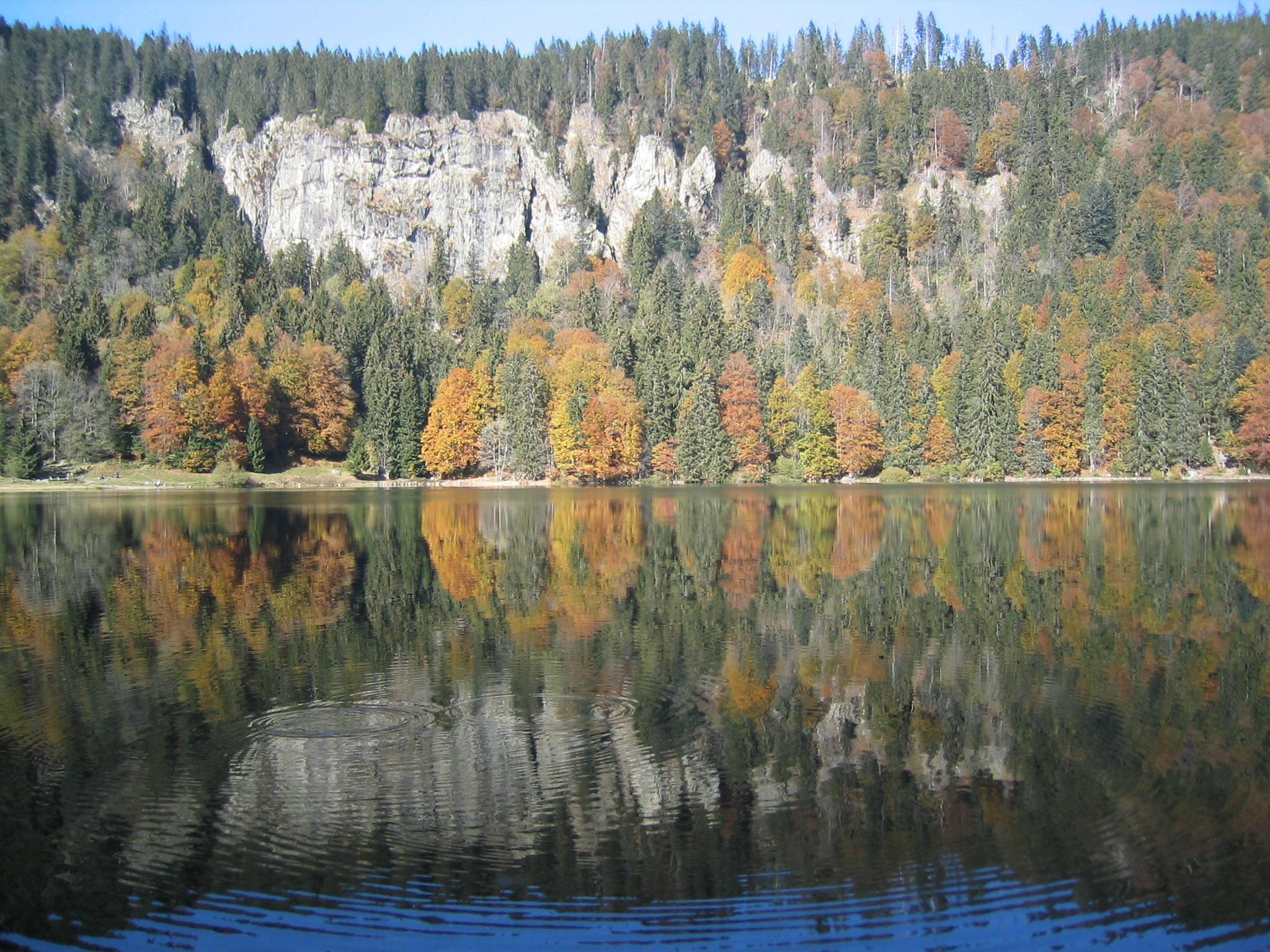
Vue sur le Feldsee en automne

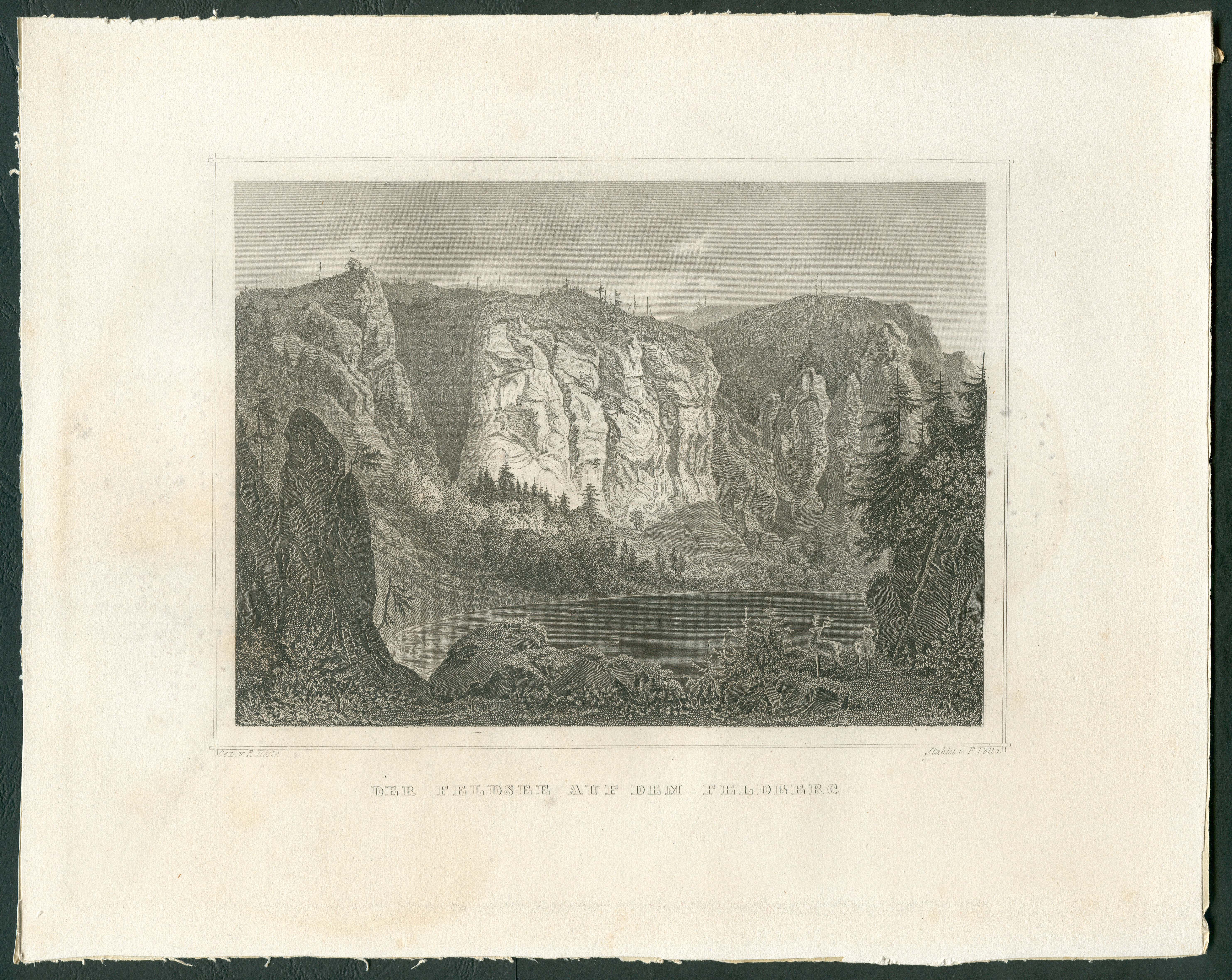
Vers 1850: Der Feldsee auf dem Feldberg ; gravure sur acier par F.Foltz d'après un dessin de R. Höfle

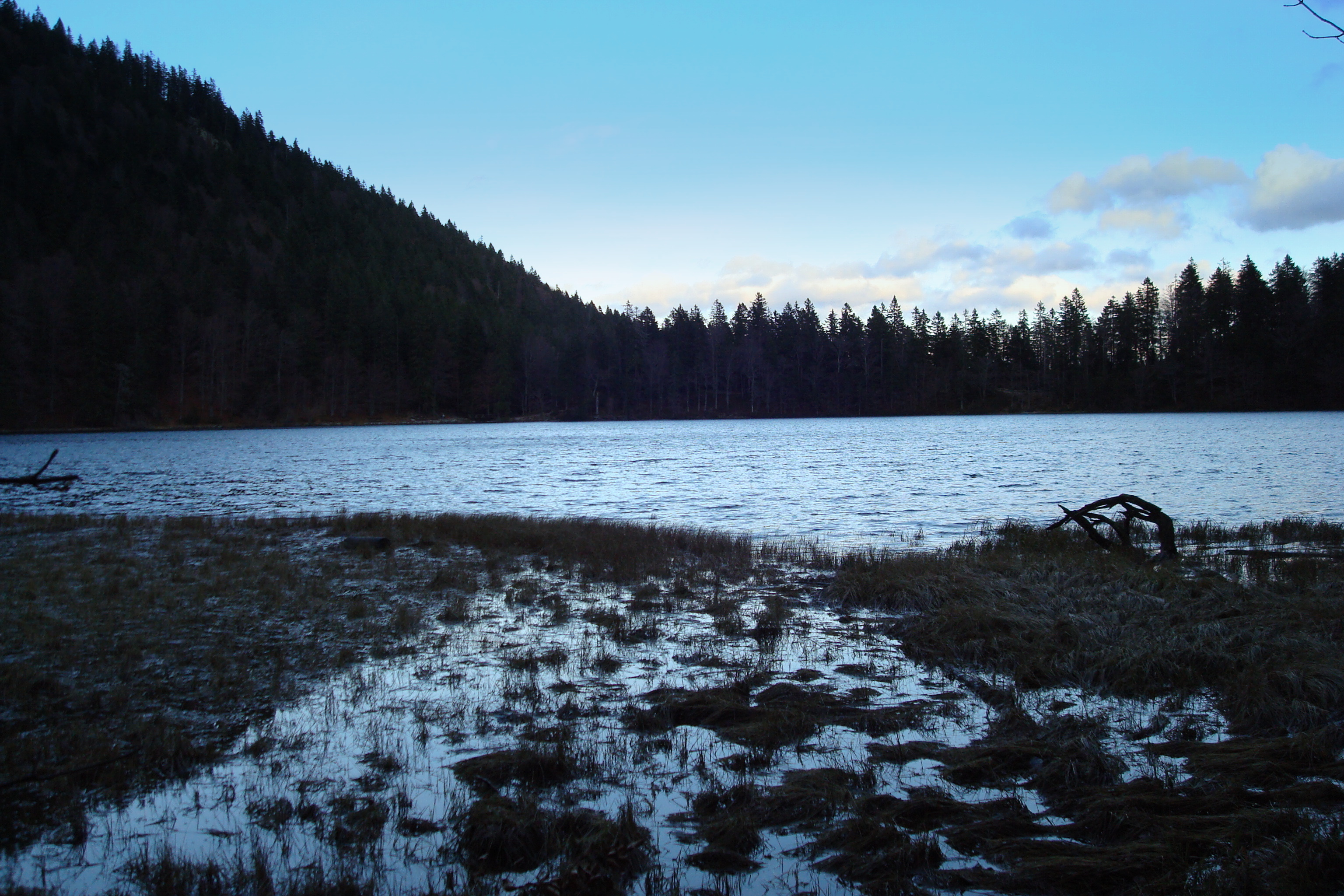
Vue sur le Feldsee depuis l'ouest un soir d'automne

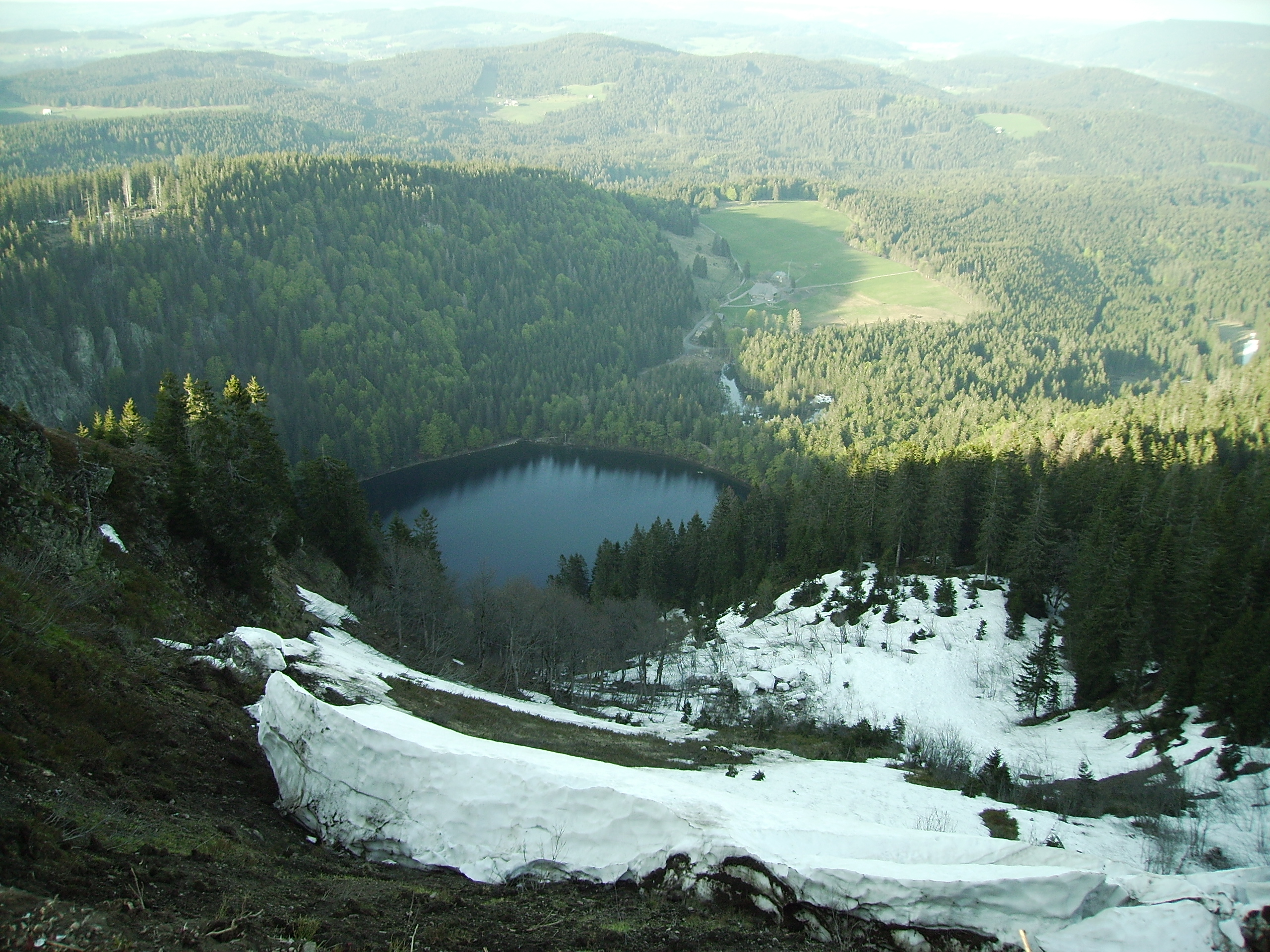
Le cirque de Feldsee vu du Seebuck

Le Feldsee (également Feldbergsee ou encore lac du Feldberg en français ) est un lac du sud du Bade-Wurtemberg au pied du Feldberg à l'est de Fribourg im Breisgau en Allemagne. Il fait partie du parc naturel du sud de la Forêt-Noire.

## Géologie
Le Feldsee est un lac glaciaire, d'une superficie 97500 m2  et d'une profondeur maximale de 32 mètres. Il a été formé par les glaciers de la glaciation de Würm,.
Il est le deuxième plus grand lac glaciaire de la Forêt-Noire, et est cerné sur trois côtés par des flancs escarpés d'une hauteur pouvant atteindre 300 mètres. Il est presque circulaire et a un diamètre compris entre 350 et 370 mètres. Le lac est situé à une altitude de 1109 mètres.
Le cirque glaciaire où se trouve le lac est ouvert vers le nord-est, ce qui lui a permis d'amasser et de retenir les énormes quantités de neige qui étaient à l'origine de ce terrain en forme de fauteuil avec sa face arrière abrupte, son plancher plat et son talus de moraine à l'avant.
Le lac s'est formé après la fonte de la calotte glaciaire derrière les lignes de débris glaciaires entassés. Le ruisseau Seebach, qui monte entre le Feldberg et Seebuck dans le Grüble, traverse le Feldsee, descend par la cascade Feldsee sur le mur du cirque, devenant finalement le Gutach après avoir traversé le lac Titisee.
Au-dessous du Feldsee, entre les moraines, se trouvait un autre lac plus petit qui, par la formation de tourbe, s'est comblé pour devenir l'actuelle tourbière de Feldseemoor, d'une grande valeur botanique.

## Environnement
Actuellement, il y a une interdiction générale de se baigner dans le Feldsee. Ceci afin de protéger une faune sous-marine rare, l'Isoète à spores spinuleuses (Isoetes echinospora), qui se développe dans l'eau à une profondeur d'environ 1 à 2 mètres et que l'on retrouve uniquement en Allemagne dans le Feldsee et le lac Titisee. Cette plante pousse dans les lacs aux eaux fraîches, très claires et pauvres en nutriments.
Autour du Feldsee se trouve un lieu-dit Bannwald. Il est constitué d'une forêt mixte protégée qui peut pousser naturellement. Elle est protégée depuis 1937 et est la plus ancienne réserve naturelle du Bade-Wurtemberg. Les falaises entourant le lac (Feldseefelsen) sont interdites aux grimpeurs. Les Rangers Feldberg appliquent ces règles strictement.
On y trouve également des plantes rares comme le chardon- Marie alpin, le lis du bonnet de Turquie, la tue-loup et le rossol.
Récemment, une nouvelle espèce de bactérie a été découverte dans le lac et décrite scientifiquement. Cette nouvelle espèce, Polynucleobacter campilacus, porte le nom du lac. Actuellement, on ne sait pas si cette espèce est endémique du lac ou possède une répartition géographique plus large. P. campilacus est remarquable en raison de la taille de son génome relativement petite.

## Accès
Il n'y a pas de routes vers le Feldsee; il n'est accessible qu'à pied ou à vélo. Les parkings les plus proches sont 4 km à Feldberg-Bärental (Wanderparkplatz Kunzenmoos), et sur le Feldberg.
Le Feldsee est facilement accessible en vélo depuis Alpersbach via le Rinken .
Le lac peut être contourné via un chemin aménagé. À 490 mètres à l'est du Feldsee se trouve l'auberge Raimartihof, vieille de 300 ans.